# Teplica (dopływ Turca)
Teplica – rzeka w powiecie Turčianske Teplice w środkowej Słowacji. Ma długość 27,5 km i jest prawostronnym dopływem rzeki Turiec. Wypływa w Wielkiej Fatrze na południowo-zachodnim zboczu Kráľovej skały na wysokości ok. 1000 m i spływa krętą Žarnovicką doliną. Jej górny odcinek w obrębie tej doliny do ujścia Dedinskiego potoku nazywany był dawniej Žarnovicą. Nazwa ta występuje jeszcze na mapach i od niej pochodzi nazwa doliny. 
Pomiędzy miejscowościami Horná Štubňa i Turčianske Teplice Teplica opuszcza Wielką Fatrę i płynie w kierunku północno-zachodnim, potem północnym przez Turčianske Teplice, Malý Čepčín i Jazernicę. Po opuszczeniu zabudowań tej ostatniej zaczyna meandrować i na wysokości 443 m uchodzi do Turca.
W obrębie Wielkiej Fatry do Teplicy uchodzą potoki: Široká, Lopušná, Biela voda i Čierna voda. Na Kotlinie Turczańskiej zasila ją Dedinský potok. W Turčianskich Teplicach traci część wody, która spływa korytem do Somolickiego potoku.

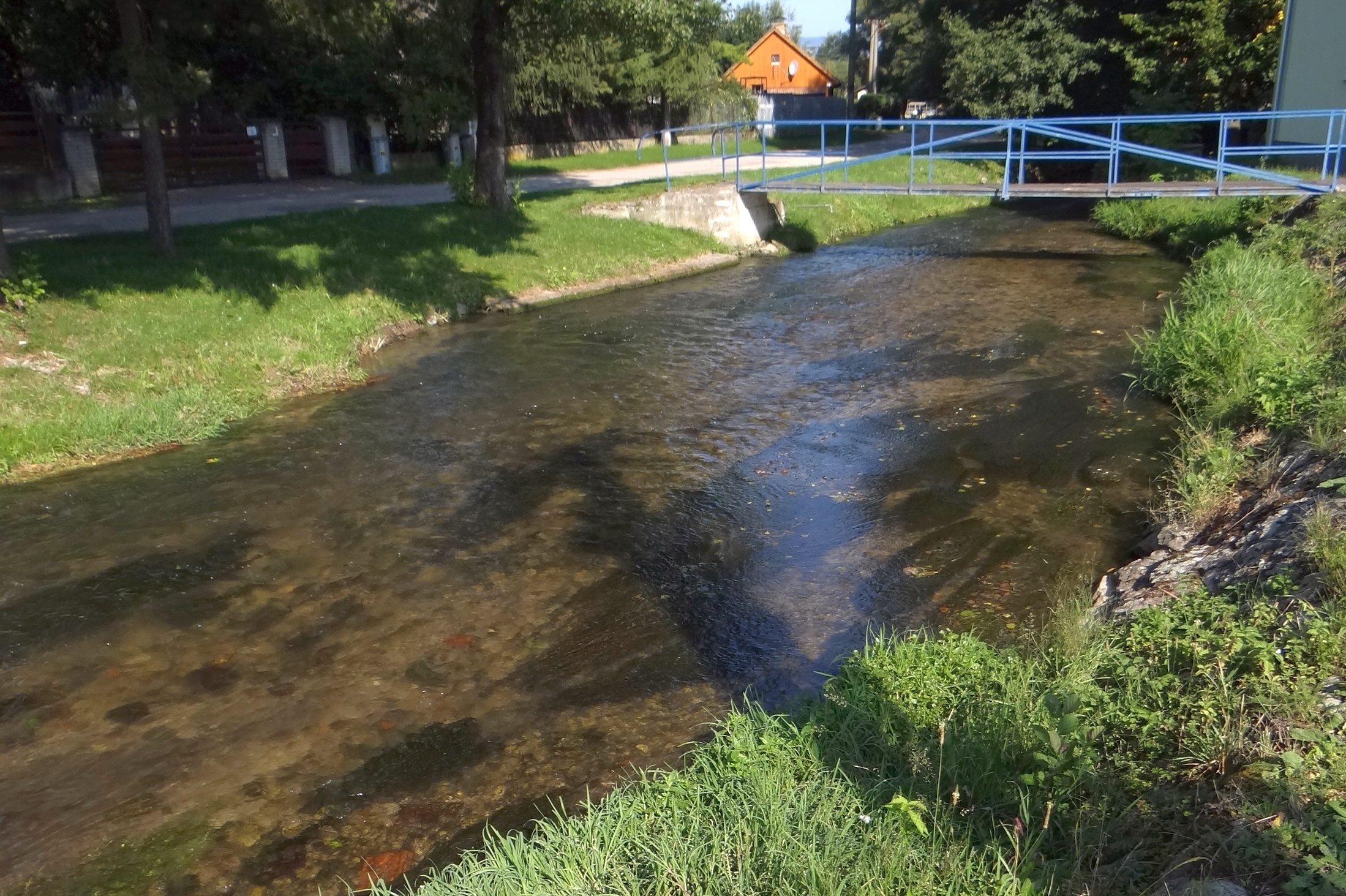
Teplica we wsi Bodorová